# Elecciones legislativas de Francia de 1988
Las elecciones legislativas de Francia de 1988 tuvo lugar el domingo 5 y el domingo 12 de junio de 1988, un mes después de la reelección de François Mitterrand como Presidente de Francia. La elección fue un triunfo para los partidos de izquierda que apoyaban al Presidente, que recuperar la mayoría parlamentaria. En esta elección se reinstauró el sistema de segunda vuelta electoral. 

## Resultados
| Partidos y Coaliciones | Partidos y Coaliciones                                                 | Partidos y Coaliciones | Primera Vuelta | Primera Vuelta | Segunda Vuelta | Segunda Vuelta | Escaños |
| Partidos y Coaliciones | Partidos y Coaliciones                                                 | Partidos y Coaliciones | Votos          | %              | Votos          | %              | Escaños |
| --- | ---------------------------------------------------------------------- | ---------------------- | -------------- | -------------- | -------------- | -------------- | ------- |
| | Partido Socialista (Parti socialiste)                                  | PS                     | 8.493.702      | 34.77          | 9.198.778      | 45.31          | 260     |
| | Partido Comunista Francés (Parti communiste français)                  | PCF                    | 2.765.761      | 11.32          | 695.569        | 3.43           | 27      |
| | Otros partidos de izquierda                                            | DVG                    | 403.690        | 1.65           | 421.587        | 2.08           | 7       |
| | Movimiento Radical de Izquierdas (Mouvement des radicaux de gauche)    | MRG                    | 272.316        | 1.11           | 260.104        | 1.28           | 9       |
| Total Izquierda ("Mayoría Presidencial" y PCF) | Total Izquierda ("Mayoría Presidencial" y PCF)                         |                        | 11.935.469     | 48.85          | 10.576.038     | 52.10          | 303     |
| | Agrupación por la República (Rassemblement pour la République)         | RPR                    | 4.687.047      | 19.19          | 4.688.493      | 23.09          | 126     |
| | Unión para la Democracia Francesa (Union pour la démocratie française) | UDF                    | 4.519.459      | 18.50          | 4.299.370      | 21.18          | 129     |
| | Otros partidos de derecha                                              | DVD                    | 697.272        | 2.85           | 522.970        | 2.58           | 16      |
| Total partidos de Derecha | Total partidos de Derecha                                              |                        | 9.903.778      | 40.54          | 9.510.833      | 46.85          | 271     |
| | Frente Nacional (Front national)                                       | FN                     | 2.359.528      | 9.66           | 216.704        | 1.07           | 1       |
| | Extrema izquierda                                                      | EXG                    | 89.065         | 0.36           | -              | -              | -       |
| | Ecologistas                                                            | ECO                    | 86.312         | 0.35           | -              | -              | -       |
| | Extrema derecha                                                        | EXD                    | 32.445         | 0.13           | -              | -              | -       |
| | Regionalistas                                                          |                        | 18.498         | 0.08           | -              | -              | -       |
| | Total                                                                  |                        | 24.425.095     | 100.00         | 20.303.575     | 100.00         | 575     |
| Abstención: 34.26% (primera vuelta) 30.11% (segunda vuelta). Nota: Dos escaños quedaron vacantes después de la invalidación de dos elecciones en el departamento de Oise. |                                                                        |                        |                |                |                |                |         |

- Datos: Q375690